# Nello Brambilla
Nello Brambilla (Fontanelle di Roccabianca, 14 luglio 1906 – Malta, 6 agosto 1941) è stato un aviatore e ufficiale italiano.
Pilota delle specialità bombardamento, partecipò alla Guerra civile spagnola dove fu decorato con la Medaglia d'argento al valor militare. Si distinse particolarmente durante la seconda guerra mondiale, come comandante del 99º Gruppo B.T. del 43º Stormo, e fu decorato di Medaglia d'oro al valor militare alla memoria.

## Biografia
Nacque a Fontanella, frazione del comune di Roccabianca, il 14 luglio 1906. 
Dopo il diploma intraprese la carriera militare nella Regia Aeronautica e nel 1926 fu ammesso a frequentare la Regia Accademia Aeronautica di Caserta, Corso Drago. Nel giugno 1928 ottenne il brevetto di pilota militare e dopo alcuni mesi fu nominato sottotenente pilota. Assegnato ad un reparto aereo da bombardamento di stanza in Piemonte, fu promosso prima tenente e poi capitano.
Nel 1937-1938 partecipò alla guerra civile spagnola, a fianco dei Nazionalisti guidati dal generale Francisco Franco. Durante la sua permanenza in terra iberica fu comandante della 230ª Squadriglia, inquadrata nei reparti dell'Aviazione Legionaria, equipaggiata con i nuovi bimotori Fiat B.R.20 Cicogna, che qui ebbero il loro esordio bellico. Tale unità era inquadrata nel 35º Gruppo Autonomo da Bombardamento Veloce al comando del tenente colonnello Sergio Lalatta. Durante il ciclo operativo (aprile 1937-febbraio 1938) per il coraggio dimostrato in combattimento fu decorato con una medaglia d'argento al valor militare, consegnatagli dal Duca di Torino.
Al rientro in Italia fu assegnato al 7º Stormo Bombardamento Terrestre, e nel marzo 1939 fu promosso maggiore per meriti straordinari. Dopo l'entrata in guerra dell'Italia, avvenuta il 10 giugno 1940, svolse incarichi presso lo Stato maggiore della 4ª Divisione da bombardamento "Drago", al comando del generale di divisione aerea Attilio Matricardi. Nel mese di agosto partì per il Belgio in qualità dirigente di una sezione dell'Ufficio Operazioni del Comando del Corpo Aereo Italiano, agli ordini del generale Rino Corso Fougier. Diresse alcune azioni belliche sul Canale della Manica nell'ambito della battaglia d'Inghilterra, condotte dai bombardieri BR.20M del 13º e 43º Stormo Bombardamento Terrestre.
Rientrato in Italia il 10 gennaio 1941 gli fu affidato il comando del 99º Gruppo del 43º Stormo da bombardamento, con il quale prese parte ai combattimenti aerei sul fronte jugoslavo, e quindi fu brevemente rischierato in Cirenaica. Ritornato a Lonate Pozzolo il 18 aprile, il 99º Gruppo fu trasferito sull'aeroporto di Gerbini, in Sicilia il 7 maggio successivo. Da Gerbini il reparto compì missioni di bombardamento notturno su Malta, ed in particolare sul porto di La Valletta, e nel mese di giugno fu promosso Tenente colonnello.
La sera del 5 agosto 1941 decollò da Gerbini, insieme all'intero Stormo, a bordo di un BR.20M della 242ª Squadriglia per compiere un bombardamento notturno sul porto di La Valletta. Mentre si avvicinava a Malta il suo aereo fu intercettato ed abbattuto da un caccia notturno Hawker Hurricane della Malta Night Fighter Unit pilotato dal Pilot Officer David Usher Barnwell. Tra i membri dell'equipaggio non vi furono superstiti.
Decorato con la Medaglia d'oro al valor militare alla memoria, la città di Parma gli ha intitolato una strada trasversale di via Montebello, nel quartiere Cittadella.

### Periodici
- Giovanni Massimello, Missione: “bombardare il Grand Harbour”, in Storia Militare, n. 138, Parma, Ermanno Albertelli Editore, marzo 2005,  pp. 34-40.